# Edie Brickell
Edie Arlisa Brickell (født 10. marts 1966 i Oak Cliff, Dallas, Texas) er en amerikansk sangerinde og sangskriver.

## Karriere
Edie Brickell havde studeret halvandet år på Southern Methodist University da hun under en bytur en nat i 1985 gik på scenen sammen med et lokalt band, New Bohemians.
Sidst i 1980'erne var Edie Brickell forsanger i gruppen, der nu kaldte sig Edie Brickell & New Bohemians. Mens deres debutalbum Shooting Rubberbands at the Stars (1988) både blev godt modtaget af kritikerne og solgte godt, gik det mindre godt for gruppens opfølgningsalbum, Ghost of a Dog (1990). Som solist har Brickell udgivet Picture Perfect Morning (1994) og Volcano (2003). I 2006 gik hun sammen med nogle af de oprindelige medlemmer af New Bohemians og de udgav sammen albummet Stranger Things.
Edie Brickell har en rolle som folkemusiker i filmen Born on the Fourth of July (1989). Hendes udgave af Bob Dylans A Hard Rain's A-Gonna Fall er også med på filmens soundtrack. Nogle computerbrugere kender hende måske fra Good Times videoen, der var medtaget som eksempel på en multimediefil på Windows 95 installations CD-ROM'en.
Edie Brickell udgav i 2008 et nyt album The Heavy Circles, med hendes stedsøn Harper Simon som medproducer.

## Familie
Edie Brickell giftede sig med Paul Simon den 30. maj 1992. De bor i New Canaan, Connecticut sammen med deres tre børn. Edie Brickell skulle optræde med What I Am på NBCs Saturday Night Live show, da hun så Paul Simon stå foran kameramanden. "Han fik mig til at kludre i sangteksten, da jeg så på ham," siger hun med et smil. "Vi kan vise optagelsen til børnene og sige, 'Se, det var der at vi så hinanden for første gang.'"

## Diskografi
- It's Like This (1986)
- Shooting Rubberbands at the Stars (1988)
- Ghost of a Dog (1990)
- Picture Perfect Morning (1994)
- The Live Montauk Sessions (2000)
- The Ultimate Collection (2002)
- Volcano (2003)
- Stranger Things (2006)